# Mashonaland Central
Mashonaland Central és una de les deu províncies de Zimbàbue. Ocupa una àrea de 28.347 km². La capital de la província és la ciutat de Bindura.

## Departaments

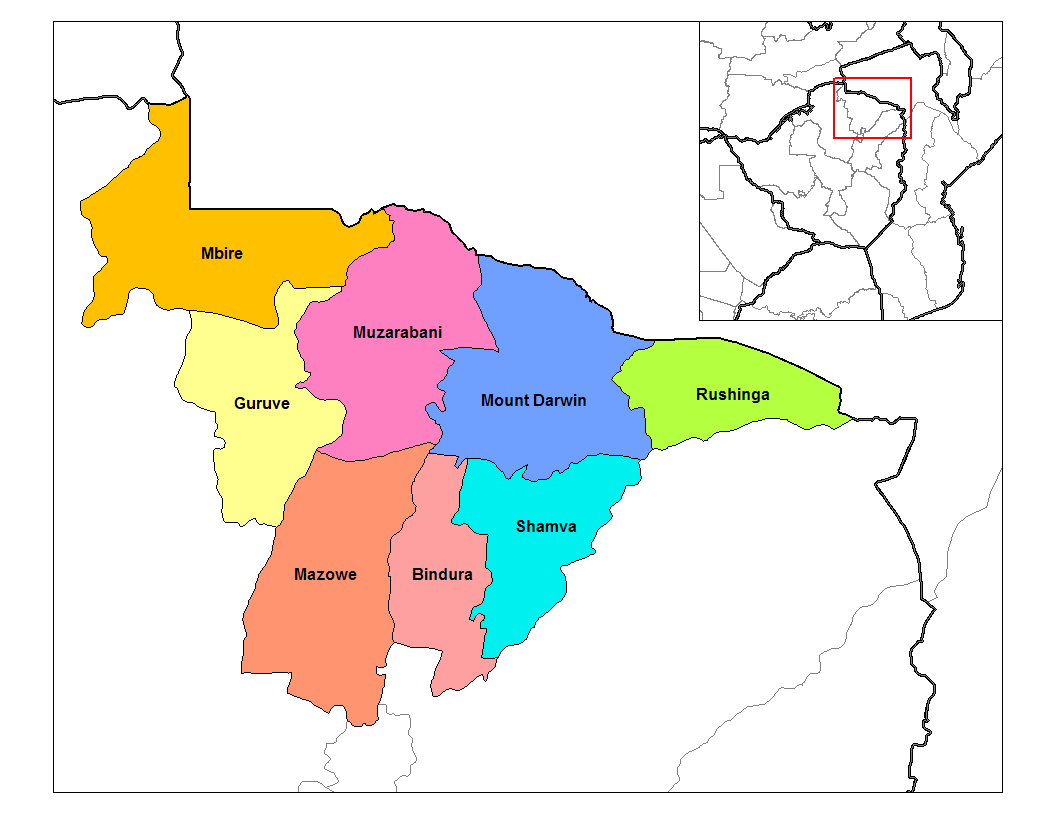
Departaments de Mashonaland Central

Mashonaland Central es divideix en 7 departaments: 
- districte de Bindura
- Centenary
- Guruve
- Mount Darwin
- Rushinga
- Shamva
- Mazowe